# Sihulambu
Sihulambu is een bestuurslaag in het regentschap Tapanuli Selatan van de provincie Noord-Sumatra, Indonesië. Sihulambu telt 667 inwoners (volkstelling 2010).